# Museo Experimental El Eco
Das Museo Experimental El Eco (gegründet 1953) ist ein Ausstellungs- und Performanceort für zeitgenössische Kunst und Architektur im Zentrum von Mexiko-Stadt. Es wurde von dem Bildhauer Mathias Goeritz entworfen, einem mexikanischen Künstler deutscher Herkunft, der bei der Planung des Hauses eng mit dem mexikanischen Architekten Luis Barragán zusammenarbeitete.

## Geschichte des Gebäudes
1952 beauftragte der Geschäftsmann Daniel Mont den Künstler Mathias Goeritz mit dem Bau eines Ortes, der eine neue Beziehung zwischen seinen kommerziellen Interessen an einer Restaurant-Bar und dem avantgardistischen Geist einiger kultureller Akteure der damaligen Zeit herstellen sollte. Es sollte etwas anderes als das Etablierte entstehen. Goeritz nutzte die Gestaltungsfreiheit, um ein Gebäude in der calle de Sullivan in Mexiko-Stadt mit einfachen Formen und kontrastierenden Elementen zu schaffen: Hell–Dunkel, Massivität–Leere, Horizontalität–Vertikalität. Es wurde als poetische Struktur entworfen, deren Anordnung von Korridoren, Decken, Wänden, Leerräumen und Öffnungen die Besucher dazu veranlassen sollte, den Raum auf emotionale Art zu reflektieren; dieses Konzept forderte die damals in der Architektur vorherrschenden Dogmen des Funktionalismus heraus. Goeritz konzipierte das Gebäude als eine begehbare Skulptur und wurde dabei von dem mexikanischen Architekten Luis Barragán beraten.
So entstand in den 1950er Jahren eine einzigartige Begegnungsstätte für mexikanische und internationale Künstler der Literatur, der bildenden Kunst, der Musik und der Architektur.
Obwohl Daniel Mont kurz nach der Eröffnung des Hauses am 24. Oktober 1953 starb, konnte Goeritz das Konzept der experimentellen Bespielung noch ein Jahr aufrechterhalten. Dann änderte der Eigentümer die Nutzung und richtete ein Restaurant und einen Nachtclub ein. Jahre später wurde das Gebäude als Theater vom Isabelino Forum und dem Theater El Tecolote genutzt. Danach stand es bis 1997 leer. Das Gebäude erlebte innerhalb von 50 Jahren eine Vielzahl von Umbauten, die jedoch nicht in die Grundstruktur eingriffen.
Im Jahr 2004 kaufte die Universidad Nacional Autónoma de México das Gebäude und wollte das architektonische Erbe von Goeritz wiederbeleben. In monatelangen Restaurierungsarbeiten hat der Architekt Víctor Jiménez, der auch für die Restaurierung des Studienhauses von Diego Rivera und Frida Kahlo verantwortlich war, den ursprünglichen Zustand wiederhergestellt und am 7. September 2005 wurde das Gebäude als künstlerische Begegnungsstätte wieder für die Öffentlichkeit zugänglich.
2006 kaufte die UNAM das angrenzende Grundstück und schrieb einen Wettbewerb aus, um der Raumnot zu begegnen. Die Erweiterungsbauten wurden von Fernando Romero (LAR) und Juan Pablo Maza (FRENTE Arquitectura) 2007 abgeschlossen.

## Programm
Seit der architektonischen Wiederherstellung in den ursprünglichen Zustand hatte Guillermo Santamarina die Leitung der Institution inne und versuchte auch künstlerisch die ursprüngliche Intention zu etablieren: „ständiges Experimentieren und die Möglichkeit für das Publikum, mit dem Künstler und dem Prozess seiner Arbeiten in Kontakt zu treten“. Aktuell ist Paola Santoscoy Leiterin der Einrichtung.

## Pabellón Eco

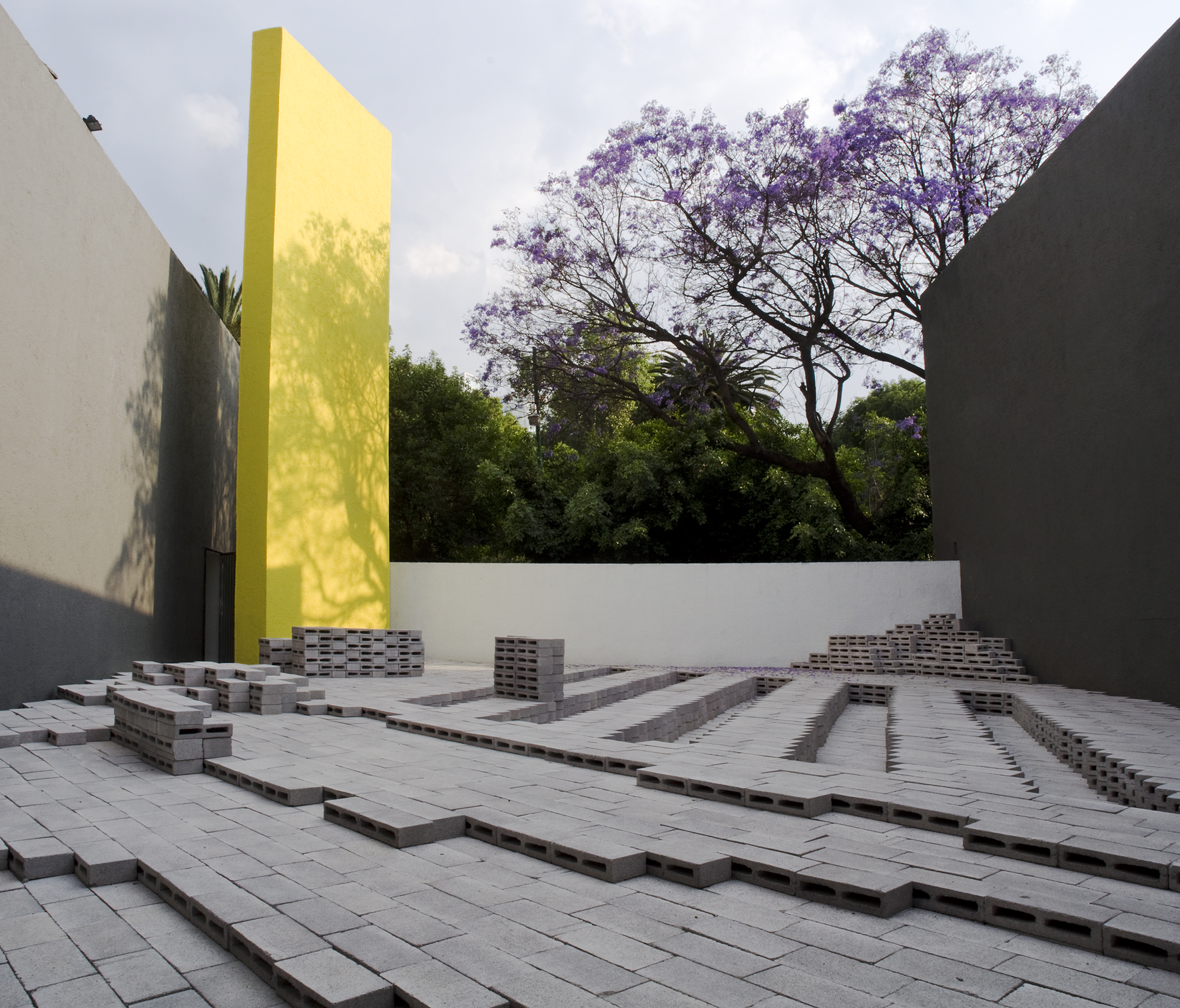
Pabellón Eco 2010: gestaltet von Frida Escobedo.

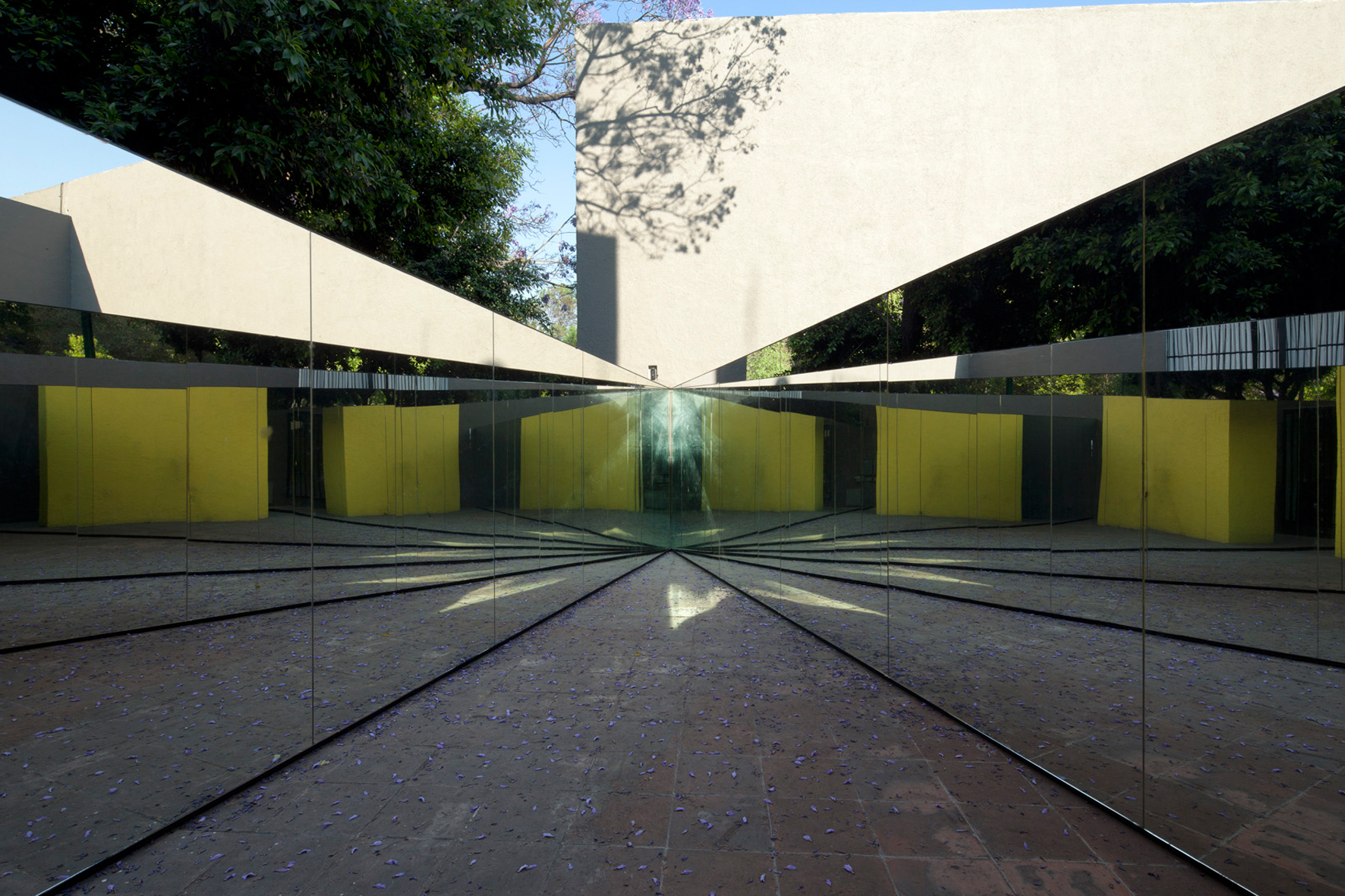
Pabellón Eco 2012: gestaltet von Luis Aldrete.

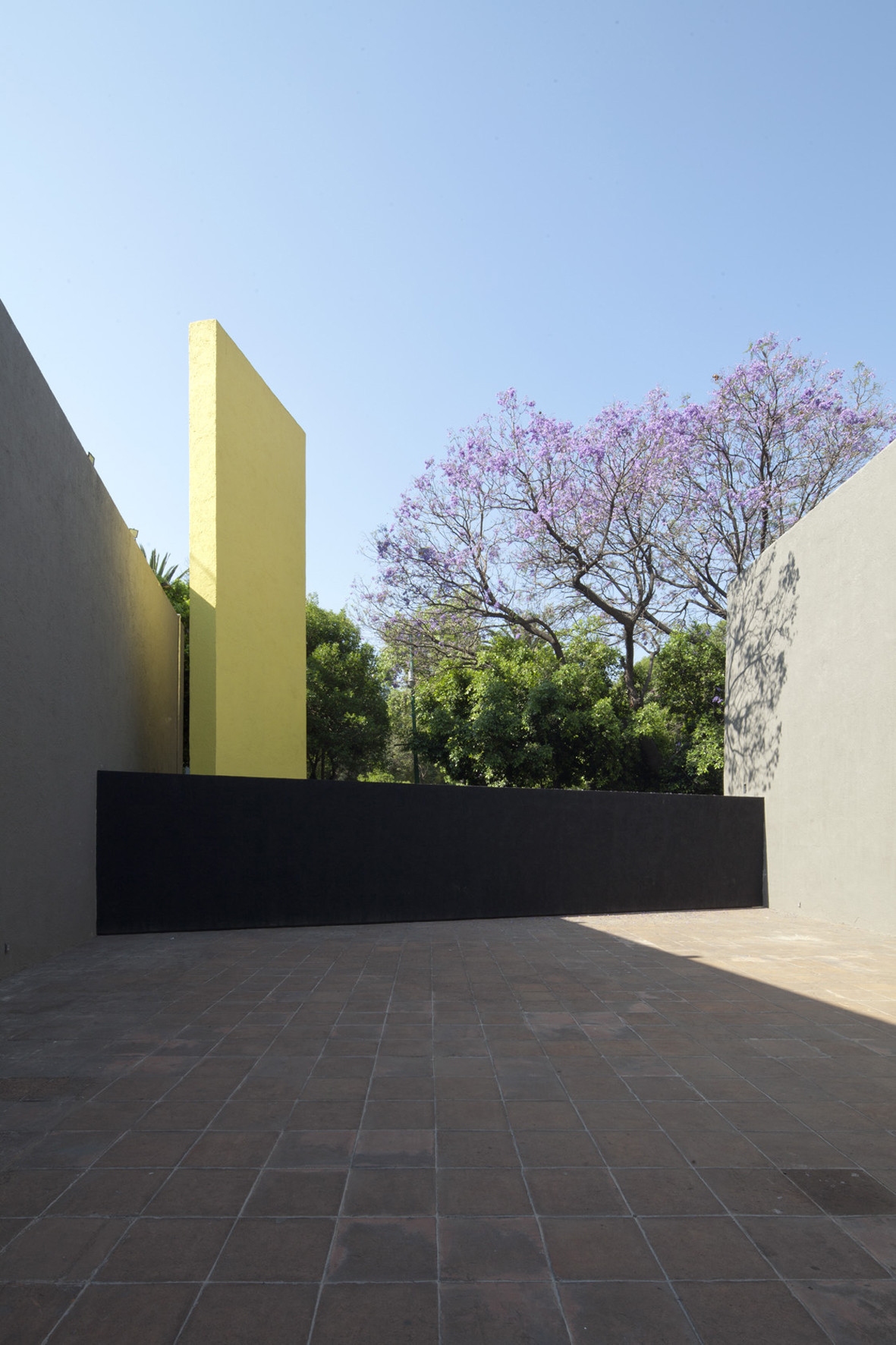
Pabellón Eco 2012: gestaltet von Luis Aldrete

Im Jahr 2008 rief das Museum erstmals einen nationalen Architekturwettbewerb für junge, praktizierende Architekten ins Leben, um das Erbe des räumlichen Experimentierens fortzusetzen und ein interdisziplinäres Kunstprogramm zu veranstalten. Das Projekt wird gemeinsam mit Buró–Buró durchgeführt, einer unabhängigen, gemeinnützigen Kulturorganisation. Der Sieger des Wettbewerbs gestaltet von April bis August eines Jahres den Innenhof (Patio) des Museums neu. Er muss folgende drei Kriterien erfüllen: Klar erkennbare Funktion, Bezug zum vorhandenen Raum, Wirtschaftlichkeit.
Sieger des Pabellón Eco:
- 2010: Frida Escobedo[1]
- 2011: Estudio MMX[3]
- 2012: Desplaza[miento] von Luis Aldrete[4]
- 2013: Estudio Macías-Peredo[5]
- 2014: kein Bewerber konnte die Kriterien mit seinem Entwurf erfüllen[6]
- 2015: Paradoja Hídrica von Taller Capital[7]
- 2016: APRDELESP[8][9][10]
- 2017: keine Preisverleihung[11]
- 2018: Campanario von TO Arquitectos[12][13][14][15][16]
- 2019: keine Preisverleihung
- 2020: Cronoboros von Andrés Arochi und Galia Eibenschutz (TANAT)[17]
- 2021: keine Preisverleihung

Das Museum organisiert parallel dazu eine Konferenz über experimentelle Architektur namens Pabellón Eco: Panorama. In dem neu gestalteten Innenhof finden zudem Lesungen, Tanzperformances und andere künstlerische Interventionen statt.

## Veröffentlichungen (Auswahl)
- Abstracción temporal. Museo Experimental El Eco 2010. Ausstellungskatalog. Dirección General de Artes Visuales de la UNAM, Ciudad de México 2011, ISBN 978-6-07022426-3 (spanisch, englisch).
- Luisa Fernanda Rico Mansard (Hrsg.): Arquitectura emocional. Museo Experimental El Eco 2011. Universidad Nacional Autónoma de México, Ciudad de Mexico 2012, ISBN 978-6-07023445-3 (spanisch).
- Macarena Hernández Estrada (Hrsg.): Toda esta arquitectura es un experimento, no quiere ser más que esto (Diese ganze Architektur ist ein Experiment, sie will nicht mehr sein als das). Ausstellungskatalog. Dirección General de Artes Visuales, Universidad Nacional Autónoma de México, Ciudad de México 2013, ISBN 978-6-07024704-0 (spanisch).
- Guillermo Espinosa Estrada, Verónica Gerber Bicecci, Edgar Khonde, Myriam Moscona y Vicente Rojo: Poema invertido. Museo Experimental El Eco, Ciudad de México 2013, OCLC 1016153976 (spanisch).
- Estamos hartos (otra vez) = We are fed up (once again). Ausstellungskatalog. Museo Experimental el Eco, Ciudad de Mexico 2014, OCLC 1240181078 (spanisch, englisch).
- Abraham Cruzvillegas: Autodestrucción 2. Museo Experimental El Eco, Ciudad de Mexico 2014, OCLC 1008994454 (spanisch).
- La disonancia de El Eco. Arquine / Museo Experimental El Eco, Ciudad de México 2015, ISBN 978-6-07778499-9 (spanisch, englisch).
- Fiep van Bodegom und andere: Ecos del lugar. Ausstellungskatalog. Buró-Buró Oficina de proyectos culturales, Ciudad de México 2017, ISBN 978-6-07984197-3 (spanisch).
- Piedra volcánica. Ausstellungskatalog. Toluca Editions / Editorial RM, Paris / Barcelona 2019, ISBN 978-84-17975-20-3 (spanisch).
- El Eco Revista. Zeitschrift 2013 bis 2016. Universidad Nacional Autónoma de México, Ciudad de México (spanisch).